# Афанасіос Канакаріс
Афанасіос Канакаріс (грец. Αθανάσιος Κανακάρης; 1760 — 14 січня 1823) — грецький політик, герой Визвольної війни проти Османської імперії.

## Життєпис
Народився в Патрах у заможній сицилійській родині. Був членом Філікі Етерія. Під час Визвольної війни був членом Пелопоннеського сенату й Перших грецьких Національних зборів. З 13 січня 1822 до самої своєї смерті обіймав пост голови Виконавчого комітету Грецького тимчасового уряду на чолі з Александросом Маврокордатосом.
Його син, Венізелос Руфос, згодом також був прем'єр-міністром Греції.